# Термомеханический эффект
Термомеханический эффект (эффект фонтанирования) — эффект перетекания свертекучей жидкости против потока тепла. Был обнаружен Алленом и Джонсом в 1938 г. При нагревании сосуда с {\displaystyle He_{II}}, соединённого сверхщелью (очень узкой щелью шириной менее {\displaystyle 10^{-4}} см) с другим сосудом, гелий перетекает в нагреваемый сосуд из другого сосуда. Закон сохранения энтропии {\displaystyle {\frac {\partial \rho s}{\partial t}}+\nabla \rho sv=0} требует, чтобы скорость жидкости {\displaystyle v} имела то же направление, что и поток энтропии {\displaystyle \rho sv}. Тем не менее, в случае термомеханического эффекта сверхтекучая жидкость течёт против потока тепла. Также называется эффектом фонтанирования, так как в случае нагревания нижнего конца капилляра с {\displaystyle He_{II}}, он стремится вытечь из верхнего конца капилляра, наблюдается фонтан высотой до 30 см.

## Механокалорический эффект
Обратным к термомеханическому является механокалорический эффект. Был обнаружен Даунтом и Мендельсоном в 1939 г. При перетекании {\displaystyle He_{II}} из одного сосуда в другой сквозь сверхщель, в сосуде, из которого вытекает сверхтекучая жидкость, температура возрастает, а сосуде, в который перетекает жидкость, охлаждается.

## Объяснение
Термомеханический и механокалорический эффекты были объяснены П. Л. Капицей в 1941 г. на основе результатов проведённых им опытов по точному измерению температуры, скорости поступления тепла и разности давлений при перетекании {\displaystyle He_{II}} через сверхщель и построенной на их основе двухжидкостной модели свехтекучести. 
Двухжидкостная модель гелия-II объясняет оба эффекта тем, что через узкие щели протекает лишь сверхтекучая компонента, которая не переносит энтропии.
Термомеханический эффект объясняется тем, что нормальная компонента, переносящая тепло, не может пройти через капиллярную трубку, а сверхтекучая компонента, которая проходит через капилляр, не переносит тепла и является прекрасным изолятором. Жидкость, вытекающая из сосуда через сверхщель, не несёт с собой энтропии. В результате остающаяся в сосуде жидкость сохраняет прежнюю энтропию, но распределённую по меньшей массе, то есть её температура повышается. Повышение температуры на нижнем конце капилляра приводит к повышению давления на нижнем конце по сравнению с верхним. Фонтанирующая струя появляется вследствие разности давлений.  
Механокалорический эффект объясняется тем, что сверхтекучая компонента не переносит тепла. В результате в сосуде, откуда вытекает гелий, нет потери тепла, а полная масса уменьшается, энергия в расчёте на единицу массы возрастает, остающийся в сосуде гелий нагревается. В сосуде, куда перетекает жидкость, энтропия также не изменяется, но распределяется по большей массе и в результате температура в нём понижается.